# 218 نيوز
قناة 218 نيوز قناة تلفزيونية إخبارية ليبية.

## البرامج
تضم قناة 218 نيوز العديد من البرامج المحورية التي تهم المواطن الليبي على صعيد الأخبار.

### الحكومة
برنامج سياسي وإخباري مباشر يعتمد على طرح ومناقشة كافة القضايا المرتبطة بالحكومة الليبية بشكلٍ مستمر، مستعينًا برؤوس أقلام الحكومة نفسها.

### حوار المُشاهد
برنامج متخصص في أمور الشارع الليبي، ويهتم بتسليط الضوء على أهم القضايا التي تشغل بال المواطن، وأيضًا تحتاج إلى انتباه الحكومات العربية عمومًا، والليبية خصوصًا. ويتضمن البرنامج وسائل متنوعة لضمان الشفافية، على رأسها الاستماع مباشرة إلى مداخلات المشاهدين، ومحاولة استنباط أكبر قدر ممكن من المعلومات المقتبسة من أرض الواقع، وطرحها في سياق البرنامج.

### 7 في 1
برنامج أسبوعي يهتم بتسليط الضوء على أهم ما تم ذكره على الساحة الليبية والعربية في الأسبوع الماضي، مع التركيز على موضوعات بعينها، والعمل على تحليلها بموضوعية عبر استضافة المختصين في الاستوديو، أو عبر الإنترنت. يمتاز البرنامج بالحيادية في تناول الموضوعات المختلفة، دون التحيز لطرف على حساب الآخر، ليكون واحدًا من أهم برامج القناة حصرًا.

### انتر فيو
يهتم البرنامج بعمل لقاءات حيّة ومباشرة مع المؤثرين في المجتمع الليبي، وذلك إما في الاستوديو نفسه، أو في الأماكن المفضلة للضيوف، والتي تصلح للتصوير ووضع معدات الإضاءة والعمل بشكلٍ مريح. الهدف منه هو الحصول على حلقة مميزة ذات تأثير مباشر على الجمهور، مع الحرص على إعطاء الضيوف كامل الحرية في طرح الآراء والتعريف عن أنفسهم وسرد أبدع القصص والمواقف.

### US-L
تعاون أمريكي-ليبي من الطراز الرفيع، حيث فيه تتم استضافة مجموعة منتقاة من أبرز وأفضل المحللين السياسيين والصحفيية من داخل أمريكا والوطن العربي، وذلك بهدف تناول سياسات البيت الأبيض المتجددة، والتي لها علاقة مباشرة مع ليبيا، وتؤثر في شؤونها بشكلٍ غير قابل لغض الطرف عنه. وتتم الاستضافة عبر الإنترنت، لكن مع أقصى جودة ممكنة لضمنات احترافية العامل البصري.

### البلاد
برنامج متخصص في الأوضاع السياسية-الاجتماعية، يُقدم بشكلٍ يوميّ ومدته تصل إلى ساعة كاملة في بعض الأحيان. يهتم بجديد الحياة الليبية بشكلٍ عام، ويناقش مواضيع مختلفة تهم الشارع الليبي من حقوق ودستور وهوية وأصل ومنشأ ومُنتهى. كما يُقام على الهواء مباشرة، ويتميز بالتجديد المستمر للضيوف في كل حلقة.

### بدون محكمة
برنامج عن القانون، من أجل القانون. في العادة لا يتذوق المشاهد التقليدي المواد القانونية بسهولة، فهي مجملًا ثقيلة ومليئة بالقواعد والشروط والكثير من التفاصيل والتعقيدات التي تجعلها مملة للغاية. لكن هذا ليس الحال مع برنامج "بدون محكمة"، حيث يتعرض للمواقف القانونية والحقوقية بصورة مبسطة وسلسة، في حلقات قصيرة ومباشرة تخدم الهدف منها بدون حشو زائد أو تفاصيل مملة.

### لقاء خاص
برنامج يهتم باستضافة أبرز العقول اللامعة في المجالات المختلفة، مع ضرورة أن يكون المجال حيويًّا للشعب الليبي بشكلٍ خاص، والعربي بشكلٍ عام. يتنوع الضيوف بتنوع الموضوعات ذاتها، والتي تلمس الواقع الليبي بشكلٍ أو بآخر، خصوصًا عند الحديث عن الأزمات الأيدولوجية والصحية في البلاد، والتي تكون هي حديث الساعة على الدوام.

### السيرة
السيرة هو برنامج طويل ودسم على قناة 218 نيوز، يتميز بجلب الكثير من الضيوف في الاستوديو، لمناقشة موضوعات حياتية مختلفة تنتمي إلى حياتهم بشكلٍ خاص، مما يجعل الجلسة أكثر أريحية عن البرامج الأخرى. البرنامج هو النسخة التلفزيونية من أدب الاعترافات مجملًا، ويتحدث فيه الضيوف عن أنفسهم، أصدقائهم، وأهم الأحداث والمواقف التي عاصروها، أو مرت عليهم في حيَواتهم حتى لحظة تسجيل اللقاء.

### ليبيا كونكت
برنامج إخباري من البداية للنهاية، يحتوي على العديد من الفقرات المثيرة لاهتمام المواطن الليبي، مع التركيز على ما يحدث على النطاق العربي بشكلٍ عام كذلك. الفقرات تنطوي على سرد آخر الأحداث على الساحة الليبية تارة، وذكر رؤوس أقلام أخبار الساحة العربية تارة أخرى، وفي المنتصف يوجد نقاش دائم ومستمر بين طرفيّ اللقاء لتوسيع نطاق رؤية الموضوعات المطروحة في الحلقات، مما يفيد المشاهد في النهاية.

### ليلة حق الرد
فكرة البرنامج ظاهرة من الاسم، الفكرة كلها تتمحور حول استضافة ليبيين بارزين في الاستوديو، عن طريق جلبهم مباشرة بداخل الاستوديو، أو عبر الإنترنت. والهدف من البرنامج هو إعطاء هؤلاء الضيوف فرصة الرد على الاتهامات والإدعاءات التي حامت حولهم بالفترة الأخيرة بداخل المجتمع الليبي، مما يعطي للمشاهد الليبي نظرة أوسع وأكثر شمولية للوضع، وهذا يساعده على تكوين رأي شخصي وسياسي في القضايا المطروحة أمامه.

### لايف - LIVE
برنامج إخباري يهتم بمناقشة آخر القضايا السياسية على الساحة الليبية بشكلٍ يجعل المشاهد أكثر انغماسًا في الحدث. والانغماس يأتي عبر استضافة العديد من السياسيين والخبراء الليبيين عبر الإنترنت في لقاءات خاصة، ومناقشة مختلف القضايا التي تهم المواطن الليبي، وتدخل في صميم حياته اليومية، بل وربما تؤثر على إمكانية عيشه في مستوى اجتماعي وأمني جيد ومناسب من العدم، فالقضايا كلها هامة ومحورية للشعب الليبي.

### فيديوغراف
ليس برنامجًا بقدر كونه فقرة إخبارية ثابتة في قناة 218 نيوز. الفقرة تهتم بمحاولة اختزال كل القضايا الهامة التي تم طرحها في مختلف البرامج الأخرى على القناة، وضغطها في صورة كبسولات إخبارية صغيرة ومباشرة. تتميز الفقرة بالمزج بين العنصر البصري والصوتي لتقديم شكل نهائي جذّاب للعين والأذن، مما يسهل عملية استقبال المعلومة وفهمها جيدًا، ودور الفقرة هو تأكيد المعلومات التي وردت في البرامج الأخرى.

### ندوة ما بعد فبراير
برنامج إخباري شمولي هدفه هو استرجاع ذكرى 17 فبراير 2011التي كانت جزءً لا يتجزأ من الربيع العربي. نشبت فيها حرب بين الثوار الليبيين، وقوات معمر القذافي. مهمة البرنامج هي تسليط الضوء على ما حدث في ربوع ليبيا من بعد انتهاء الحرب. في البرنامج يتم طرح ندوة عامة يوجد فيها أكثر من طرف، ويتم تقديم أكثر من قضية على الطاولة للنقاش، وكلها قضايا تدخل في صميم حياة المواطن الليبي بعد الثورة.

### الكوبا والكان
برنامج إخباري متخصص في شؤون الرياضات العالمية، وعلى رأسها كرة القدم. يتميز البرنامج بالتنوع في المقدمين، الموضوعات، وكذلك الفرق التي يتم الحديث عنها. بالمجمل يمكن اعتبار البرنامج بمثابة مكتبة تأريخية لجديد الرياضات على الساحة العالمية، أي التاريخ المعاصر للرياضة بشكلٍ عام. بجانب وجود حلقات كاملة عن أساسيات الكرة مثل الألقاب والكؤوس البارزة وغيرهم، مع تسليط الضوء على المنتخبات العربية من حينٍ لآخر.

### تغطية خاصة
برنامج سياسي بالكامل، ويتطرق إلى المواضيع المقترنة بمفهوم السياسية بشكلٍ عام، بداخل المجتمع الليبي. حيث تتنوع المواضيع بين التدخل الرأسمالي في السياسة الليبية، مجالس الحوار وتأثيرها على الديمقراطية الليبية، وأيضًا كل ما يستجد على الساحة ويكون له تأثير ملحوظ على الحياة السياسية في البلاد.

### ذاكرة
برنامج تاريخي يعتمد على توثيق الأحداث الحالية على مستوى العالم في اليوم المعين، وربطها بنفس الأحداث التي جرت في نفس الوقت على مدار سنين طويلة في الماضي. الفكرة كلها تتمحور حول المجيء بيوم بارز في حياة الإنسانية في أي دولة في الحاضر، ثم العمل على سرد ما حدث فيه بحيادية، وبعد ذلك تذكير المُشاهد بما حدث في نفس اليوم في الأعوام السابقة.

### نشرة فيروس كورونا
هذا البرنامج عبارة عن نشرة إخبارية دورية على قناة 218 نيوز، المهمة الوحيدة للنشرة هي تغطية كل ما يسجد على الساحتين الليبية والعالمية، عن فيروس كورونا. بدأت النشرة ببداية ظهور وتفشي الفيروس في مختلف أنحاء العلم، ثم ضربه لجميع ربوع ليبيا فجأة، مما جعل تقديم تغطية شاملة ودقيقة طبيًّا وواقعيًّا للجمهور، أمرًا لا مفر منه. تتميز الفقرة بالمزج بين المعلومات الطبية، الأنثربولوجية، وكذلك الواقعية من الحياة السياسية واقترانها مع الفيروس.

### نشرة الحوش
نشرة إخبارية أقل تخصص وأكثر عمومية، تهتم بتسليط الضوء على جديد الساحة الليبية والعالمية بشكلٍ عام، في مختلف المحاور والقضايا الرسمية وغير الرسمية. تمت مناقشة مستجدات فيروس كورونا، الوضع السياسي الليبي، هبوط وصعود معدلات الاقتصاد المحلي، والعديد من المواضيع الحيوية الأخرى، مما يجعل النشرة أساسية في حياة المواطن الليبي، وملتصقة بحياته أيّما التصاق. كما أن المواضيع ليست مقتصرة على ليبيا فقط، بل تشمل كل دول العالم بشكلٍ مختصر ومباشر.

### تقارير
ليس برنامجًا بقدر كونه جزءً من آخر. التقارير بالمجمل هي لقاءات يتم عملها في أرض الواقع مع جميع الناس المنتمين إلى المواضيع التي تتم مناقشتها في مختلف برامج قناة 218 نيوز. أغلب اللقاءات مخصصة للنشرات الإخبارية اليومية على مدار الساعة، وبعضها مخصص لبرامج سياسية وطبيّة معينة، خصوصًا تلك المقترنة بجديد فيروس كورونا على الساحة الليبية. التقارير تلمس الواقع الليبي بشدة، وتجعل المواطن الليبي عالمًا بكل جديد، بمجرد حدوثه.

### نشرات الأخبار
إنها مجموعة نشرات الأخبار التي يتم تقديمها بشكلٍ يوميّ على قناة 218 نيوز. تغطي الأخبار كل جديد في ليبيا، العالم العربي، والعالم أجمع أيضًا. كل المواضيع مطروحة على الساحة بتغطية شفافة ومحايدة تمامًا، كل هدفها هو نقل الواقع كما هو، بدون تحريف أو إدخال للأيدولوجيات الذاتية في الصورة الإخبارية النهائية. إنها أكثر النشرات حيوية في القناة، وبمثابة حجر الزاوية للمحتوى المتلفز بشكلٍ عام.

## الحضور العالمي
لقناة 218 نيوز تأثير عالمي وحضور موسوعي في مختلف بقاع الأرض، حيث تم ذكر اسم القناة في أكثر من صحيفة كبرى على مستوى العالم، بجانب محافل دولية ومنصّات إخبارية أصيلة.
الحضور العربي والشرق-أوسطي تمثل في منصّات إخبارية مثل Haberler التركية، البوابة الفلسطينية، أخبار اليوم المصرية، عرب نيوز، بوابة عين الشرق الأوسط، وكذلك الجزيرة الإخبارية.
وتمثل الحضور الأجنبي (الغربي) في صحف بمختلف اللغات مثل Politros و سبوتنيك و آر تي من روسيا، UPI و HANI من كوريا، نيويورك تايمز وذا جارديان وصوت أمريكا من الولايات المتحدة الأمريكية.
بجانب منصّات بلغات ومقرّات إدارية عديدة مثل وكالة رويترز للأنباء، فرنسا اليوم، ريفولت، وأيضًا BBC الإخبارية. ودول مختلفة مثل التغطيات الإيطالية، اليونانية، ووكالة الأناضول كذلك.

### تردد القناة
- عمودي  12399
- معدل الترميز  27.500
- FEC  5/6[19]